# Shelve
Shelve – wieś w Anglii, w hrabstwie Shropshire. W 1961 roku civil parish liczyła 102 mieszkańców.